# Al-Qadsiah Football Club (féminines)
Pour les articles homonymes, voir Al-Qadisiya.
Maillots
La section féminine du Al-Qadsiah Football Club (en arabe : نادي القادسية السعودي لكرة القدم) est un club féminin de football saoudien basé dans la ville de Khobar.

## Histoire
Le club est fondé en 2019 sous le nom d'Al-Mutahed. En 2022-2023, le club perd en finale de First Division, la D2 saoudienne.
L'année suivante, Al-Qadsiah récupère le club pour en faire sa section féminine. Al-Qadsiah recrute alors des joueuses étrangères, notamment la Camerounaise Ajara Nchout, et termine quatrième de la saison 2023-2024. Le club frappe fort en 2024 avec le recrutement de l'Islandaise Sara Björk Gunnarsdóttir, vainqueure de la Ligue des champions avec l'Olympique lyonnais, et de la Française Léa Le Garrec.
En 2025, Al-Qadsiah continue de recruter des stars internationales, avec la Brésilienne Adriana. Le club atteint la finale de la coupe d'Arabie saoudite, mais s'incline 1-2 face à Al-Ahli.
À l'intersaison 2025, le club nomme la Canadienne Carmelina Moscato au poste de coach.